# Amtsgruppe Ausland
Die Amtsgruppe Ausland (Ag. Ausl.) war die Auswertestelle des Oberkommandos der Wehrmacht (OKW) für alle politischen und militärischen Nachrichten während des Zweiten Weltkriegs. Sie ging 1942 aus der bisherigen Abteilung Ausland im Amt Ausland/Abwehr hervor. Bis zu ihrer Auflösung bei Kriegsende wurde sie von Leopold Bürkner geleitet.

## Zuständigkeit
Die Aufgabe der Amtsgruppe war die Unterrichtung des OKW über die außenpolitische Lage. Dazu zählte die Sammlung, Auswertung und Weitergabe der außen- und wehrpolitischen Nachrichten, die Sammlung, Sichtung und Zusammenfassung von militärischen Meldungen und Nachrichten, die Auswertung der Auslandspresse, die Bearbeitung der völkerrechtlichen Fragen der Kriegsführung und die Herausgabe entsprechender Weisungen an das Oberkommando des Heeres, die Seekriegsleitung und das Oberkommando der Luftwaffe. Darüber hinaus hielt die Amtsgruppe Verbindung zu den deutschen Militärattachés, -beratern und -missionen im Ausland und den ausländischen Militärattachés in Berlin. Auch war sie organisatorisch und militärisch zuständig für den Marinesonderdienst sowie für Kolonialfragen und Auslandspropaganda, die sie an die Abteilung für Wehrmachtpropaganda und die Informationsabteilung des Auswärtigen Amts weiterzuleiten hatte. Auch der Verbindungsreferent des Auswärtigen Amts war hier angesiedelt. Ab 1943 gehörte ihr die Wehrmacht-Zeitschriftenabteilung als Abteilung IV an, die zuvor dem Beauftragten des Führers für die militärische Geschichtsschreibung Walter Scherff unterstellt war. Am 15. April 1944 ging die Zuständigkeit für den Marinesonderdienst vollständig an die Seekriegsleitung. Am 1. Juli desselben Jahres wurde der Amtsgruppe Ausland die Attachéabteilung Heer (zuvor im Generalstab des Heeres) unterstellt.

## Unterstellung
Bis zum Frühjahr 1944 gehörte die Amtsgruppe zum Amt Ausland/Abwehr, dem Militärnachrichtendienst der Wehrmacht, und war damit Admiral Wilhelm Canaris direkt unterstellt. Nachdem die Abwehr zerschlagen und großteils in das Reichssicherheitshauptamt (Gestapo, SD-Ausland, Amt Mil) eingegliedert worden war, bleiben nur die Amtsgruppe Ausland, die Frontaufklärung und die Truppenabwehr beim OKW.
Die Amtsgruppe Ausland wurde dem Wehrmachtführungsstab unter Alfred Jodl unterstellt.

## Gliederung

### Gliederung vom 1. Oktober 1942
- Chefgruppe mit Registratur und Verbindungsoffizier
- Abteilung Ausland I: Militärische Lage und Kriegsvölkerrecht
  - Gruppe A: Fremde Wehrmächte
  - Gruppe B: Kriegsvölkerrecht
  - Gruppe C: Kolonialfragen; Afrika
  - Gruppe D: Informationsdienst
- Abteilung Ausland II: Wehrpolitik, Auslandspresse, Verbindung zu fremden Wehrmächten
  - Gruppe A: Außen- und Wehrpolitik
  - Gruppe B: Deutsche und fremde Militärattachés, Wehrmacht-Missionen
  - Gruppe C: Auslandspresse
  - Gruppe D: Grenzangelegenheiten; Slowakei
- Abteilung Ausland III: Marine-Sonderdienst
  - Gruppe A: Übersee-Organisation
  - Gruppe B: Land-Organisation
  - Gruppe C: Verwaltung des Marinesonderdiensts
  - Gruppe D: Marinesonderdienst Zweigstelle Bordeaux

### Geschäftsverteilungsplan vom 11. Februar 1945
- Chefgruppe (Leitung des Gesamtbetriebs, Kriegstagebuch und Verbindungsoffiziere): Oberstleutnant Antonius
- Abteilung Ausland I (Militärische Lage und Kriegsvölkerrecht): Oberst i. G. von Sybel
  - Gruppe A (Militärische Lage): Oberstleutnant Hess
  - Gruppe B (Kriegsvölkerrecht): Oberst Oxé
  - Gruppe D (Auswertung von Beuteschrifttum): Oberst Steinhäuser
- Abteilung Ausland II (Wehrpolitik, Auslandspresse, Verbindung zu fremden Wehrmächten): Generalmajor Rudolf
  - Gruppe A (Außen- und Wehrpolitik): Oberst Bode
  - Gruppe B (Deutsche und fremde Militärattachés, Wehrmacht-Missionen): Oberstleutnant Kunz-Krause
  - Gruppe C (Militärische Auswertung der Auslandspresse): Oberstleutnant von Schierbrandt
- Attachéabteilung Heer: Oberst von Tippelskirch
  - Chefgruppe: Major Freiherr von Funk
  - Gruppe I (Verbündete Heere): Oberstleutnant Baron von Mengden
  - Gruppe II (Personal, Protokoll, Registratur): Oberstleutnant Beckschäfer
  - Gruppe III (Neutrale Heere, Presse, Propaganda, Auslandsurlaub): Oberstleutnant von Oswald
  - Gruppe IV (Verwaltung): Oberfeldintendant Hidding
  - Gruppe V (Verbindungsoffizier zum Generalstab des Heeres): Major Reincke
- Abteilung Ausland IV (Wehrmacht-Zeitschriftenabteilung): Oberst Ramsauer
  - Stabsgruppe (Hilfsoffizier, Zahlmeisterei, Registratur): Oberstleutnant Huttelmayer
  - Gruppe A (Beschaffung von Auslandsschrifttum): Hauptmann Weiler
  - Gruppe B (Quellennachweis): Major Stiegele
  - Gruppe C (Übersetzungen): Hauptmann von Moers
  - Gruppe D (Wehrwörterbücher): Major a. D. Glodkowski